# 山口正城
山口 正城（やまぐち まさき、1903年1月22日 - 1959年12月5日）とは、日本の画家、グラフィックデザイナー、デザイン・図案に関する教育者。
千葉大学工学部工業意匠学科教授を務めた。フォトグラムを含め、抽象的な作品が多い。

## 経歴等
- 北海道旭川市に生まれる。
- 1926年、東京高等工芸学校図案科（現・千葉大学工学部工業意匠学科）卒業。
- 同年、大阪市立工芸学校（現・大阪市立工芸高等学校）図案科教諭となる。
- この間、バウハウス理論を研究した。
- 1937年・自由美術家協会第1回展に入選、1939年・第3回展で協会賞、1940年・会友となり、1941年美術創作家協会に改称後会員となる、1959年退会（会友・会員となった年について、異なる年を記載している文献も存在する）。
- 1939年、京都市立第二工業学校（現・京都市立伏見工業高等学校）玩具科主任教諭。
- 戦中・戦後は、滋賀県琵琶航空工業株式会社技師や滋賀県高宮木工補導所長を務める。
- 1948年、大阪市立工芸高等学校に復職。
- 同年、東京工業専門学校教授。
- 1949年、千葉大学工学部工業意匠学教室助教授。
- 1952年、千葉大学工学部教授。
- 1953年、日本アブストラクト・アート・クラブ設立[1]（他のメンバーは、長谷川三郎、山口長男、吉原治良、村井正誠、末松正樹、恩地孝四郎、瀧口修造など）。
- 1959年、日本抽象作家協会設立。死去。

## 主要な展覧会
- 山口正城作品展（福岡市美術館、1980年9月2日～10月26日）
- 日本近代写真の成立と展開展にも、山口のフォトグラム作品が1点含まれている。
- 「日本の抽象絵画　1910-1945（1992年4月4日-5月10日；板橋区立美術館、5月15日-6月21日；岡山県立美術館、7月11日-8月9日；姫路市立美術館、8月22日-9月13日；京都府京都文化博物館、9月26日-10月25日；北海道立函館美術館、10月30日-11月29日：秋田市立千秋美術館）」でも、山口の作品が8点取り上げられている。